# Angelo Rules
Angelo la débrouille (Angelo en Hispanoamérica y Angelo se sale en España) es una serie animada en 3D creada por Cake Entertainment y TeamTO, transmitida desde el 2010 por Cartoon Network. La serie se estrenó en el 1 de enero de 2010 en Cartoon Network en Estados Unidos y el 7 de octubre de 2010 en Latinoamérica. El espectáculo está inspirado en los libros franceses de Sylvie de Mathuisieulx y Sebastien Diologent que son alrededor de un año de edad, un chico de 11 años que tiene sus aventuras con sus dos amigos. Cake Entertainment han confirmado que están trabajando en una 3 temporada, Cartoon Network ha estado en negociaciones para adquirir esta nueva entrega. Coproducida por TeamTO y Cake Entertainment, contará con 52 nuevos episodios siguiendo los éxitos de las 2 primeras temporadas que se transmiten en más de 150 territorios a nivel mundial incluyendo en Latinoamérica. Esta nueva temporada seguirá con los formatos de 11 minutos que le dio a esta serie animada una nominación al Emmy por la temporada 2, con doblaje hecho en Colombia. La temporada 3 estreno en marzo de 2016 para Alemania en Cartoon Network, junio de 2016 para Francia en France 4 y en Latinoamérica se estrenó en 22 de octubre de 2024 en YouTube en el canal oficial angelo se sale (angelo rules españa). (debido a esto la tercera temporada de angelo rules nunca llegó a España, ni llegó a doblar al castellano debido a que la serie solo duró una sola temporada o la nula popularidad en España. por lo cual junto con la segunda temporada nunca tuvo doblaje castellano. la 2da y 3er temporada de angelo rules en doblaje latino se tuvieron que ser el reemplazo del doblaje castellano para el público español.)  La temporada 4 estreno en enero de 2018 en Télétoon+.
En 5 de abril de 2021, una quinta temporada de Angelo Rules fue confirmada.

## Argumento
Un niño de 12 años de edad, que siempre se conecta en los planes. Angelo es un niño muy inteligente, ser capaz de compensar muchos, muchos planes para todo lo que funciona de una manera u otra. Ellos son siempre un desafío, pero él y sus amigos siempre ponen las cosas bien. Angelo tiene una hermana de 18 llamada Elena, y un hermano de 5 años llamado Peter. Dando a entender que Angelo y Lola tienen algún tipo de relación, la prueba es que cada vez que uno de ellos es sorprendido tratando de impresionar a otro niño / niña, el otro se interrumpa.

## Personajes

### Personajes principales
- Angelo: Es un chico de 12 años que siempre está urdiendo estratagemas para conseguir lo que quiere. Tiene una enorme confianza en sí mismo y, si no da con la solución a un problema enseguida, improvisa hasta encontrarla. Normalmente, al final se sale con la suya, aunque con alguna que otra consecuencia imprevista. Pero él siempre ve el lado bueno: pase lo que pase, cree que ha valido la pena.

- Lola: Es la vecina de al lado, una vivaracha niña de 12 años siempre a la última. Angelo y ella se conocen de toda la vida y son buenos amigos, por lo que siempre participa en sus planes. Además, es la única que tiene un teléfono, un elemento esencial en muchas de las misiones del grupo. Se le da bien imitar voces y es capaz de hacerse pasar por cualquier cosa: una dependienta, una presentadora de noticias, una inspectora de sanidad, un contestador automático o incluso por la madre de Sherwood. Tiene el cabello rosado.

- Sherwood: Es el mejor amigo de Angelo y el cerebrito de la clase. A veces duda de los planes de Angelo y suele ser quien les saca defectos y se anticipa a los problemas logísticos. Aun así, tampoco le faltan virtudes: buena forma, inventiva y muchos conocimientos tecnológicos, características de las que Angelo puede echar mano para que sus planes sean un éxito.

- Mamá: Es la madre de Angelo y la mamá mandona de la familia. No tiene un nombre definido y todos los personajes la llaman mamá, incluso Papá. A veces puede ser un poco agobiante,  pero lo cierto es que, si no fuera por ella, los hermanos estarían todo el día peleándose. Hay que reconocer que no se le escapa nada, lo cual tiene su mérito. Tiene el cabello de azul intenso

- Papá: A diferencia de mamá, papá es bastante flexible. En el fondo, es un poco infantil, por lo que no te extrañe que de vez en cuando se ponga al nivel de Angelo y los dos acaben discutiendo sobre qué ver en la tele. También suele ponerse de parte de Angelo, del que admira su carisma y tenacidad. No tiene nombre y todos los demás personajes lo llaman papá, incluso mamá.

- Elena: Es la hermana mayor de Angelo, una quinceañera pero en la tercera solo tiene 16 años bastante insoportable y obsesionada con la moda. Cree que ser la mayor le da derecho a dar órdenes a sus hermanos, aunque la verdad es que éstos no le hacen mucho caso. Para vengarse de que Angelo siempre se sale con la suya, Elena se dedica a decir a todo el mundo que su hermano es muy pequeño para hacer esto o aquello y recriminando a sus padres el que a ella no le dejaran hacer lo mismo hasta los quince años. Lo suelta todo con una sonrisa, pero sin ninguna intención de bromear. Es su forma disimulada de poner obstáculos en el camino de Angelo. Al igual que Mamá, tiene el cabello azul marino

- Peter: Es un niño de cinco años, es el hermano pequeño. Su principal afición es dar botes por la casa como un chimpancé e imitar todo lo que se le pasa por la cabeza, desde un cavernícola hasta el superhéroe de moda. Es el favorito de mamá, que se desvive por protegerle. Hasta cuando se porta diabólicamente mal con Angelo, ella acaba defendiendo al pequeño y "dulce" Peter.

- Joe Mama: Es la gata de la familia, básicamente es el miembro del que nadie quiere hacerse cargo pero es muy simpático de la familia, Angelo a veces la incluye en sus planes y algunas veces los estropea. El papá de Angelo y Peter juegan mucho con él.

### Personajes secundarios
- Cindy: Es la prima mayor de Lola. Le gustan las acrobacias en su bicicleta de montaña. Angelo parece estar enamorado de ella y se sonroja cada vez que le preguntan al respecto. Eliminó a toda su familia de su lista de amigos en línea para poder aceptar la petición de Cindy. Cindy no apareció ni una sola vez en toda la serie, solo un dibujo de ella..

- Tracey: Es la sobrina del Sr. Foot, quien cree que Angelo siempre trama algo cuando hace algo raro. Angelo siempre resuelve los problemas que ella le causa, y la mayoría de las veces, termina metiéndose en problemas. Es una chica inteligente que usa su poder mental para frustrar los planes de Angelo y salirse con la suya siempre. Carece de amigos, ya que la consideran una abusadora. Sin embargo, hay algunos personajes con los que tiene una afinidad positiva, como su tío, el Sr. Foot. A lo largo de la serie, también muestra señales de estar enamorada de Angelo y su maldad es su forma de expresarlo..

- Manos de Mantequilla: Butter Fingers o a veces escrito Butterfingers es uno de los amigos y compañeros de clase de Angelo .No rinde bien en voleibol, skate y otros deportes. A Dedos de Mantequilla tampoco se le da bien la clase de educación física. Parece que no hace nada bien, incluso corre bien a veces, siempre fallando el punto o el gol, de ahí su nombre, Dedos de Mantequilla. También tiene un hermano mayor, Hunter, que es novio de Elena . Estaba enamorado de Mónica y Lola, suele depender de los planes de Angelo para que lo saque de la clase de educación física, debido a su bajo rendimiento deportivo. Angelo solo lo ayuda con el placer de conseguir pases VIP o entradas gratis a Adventure Park Land y sus emocionantes aventuras, ya que el padre de Butter Fingers es dueño de Adventure Park Land..

- Monica: La mejor amiga de Mónica es Candy . Está enamorada de Sherwood . Butter Fingers también está enamorado de ella, como se muestra en el episodio "Un Pequeño Romance". Ella se dedica al periódico escolar, y eso puede hacerla parecer arrogante y esnob, pero es una buena persona en general. Si algo sale mal, lo más probable es que vaya a contárselo a Candy o empiece a entrar en pánico...

- Manetti: Walter Manetti es el abusador de la escuela y es inmaduro, ingenuo, cobarde y tonto. También es un gran fan de Piratas Cósmicos y Slobber , habiendo declarado que Piratas Cósmicos es la mejor película de la historia. A veces puede ser amable y servicial con los demás. El más fuerte y el más bruto de la escuela de Angelo . Arisco, desconsiderado y somnoliento en clase, sus puños son más rápidos que su cerebro y conserva el carácter de un cerdo. Su coeficiente intelectual es casi nulo. Aún toca el violín, a pesar de sus hábitos de tonto.

- Alonso: Es un estudiante de una clase superior a la de Angelo . Juega baloncesto y voleibol, y es muy bueno en patineta. También es bueno en los deportes. Es, por supuesto, uno de los estudiantes favoritos de Zonka . Es muy cercano a Clyde y Brandy. A menudo está en el parque de aventuras donde está Hunter, un amigo de ellos un poco mayor, así como su hermano pequeño Butter Fingers . Aunque no se muestra en pantalla, Alonzo también es amigo de la hermana mayor de Angelo, Elena . Alonzo le teme a los fantasmas y a los lobos salvajes...

- Clyde: Es un estudiante de la clase de Alonzo y su mejor amigo. Es como él: bueno en los deportes, muy tranquilo y le gusta jugar al baloncesto..

- Cathy: Es la dueña del Snack Shack . Es muy grosera e irrespetuosa (aunque a veces es amable), y constantemente exige a los clientes no deseados que se larguen. Vende tartas y cupcakes..

- Sr. Foot: Es el tutor de Angelo. Suspicaz, aguafiestas y desconfiado por naturaleza de los niños que le hacen ver todos los colores, es un profesor bastante estricto en clase, pero también resulta ser un personaje bastante peculiar. Tiene debilidad por la señorita Perla y un talento inusual para el tenis de mesa. De joven, era menos riguroso y muy blando. En la segunda temporada se revela que tiene un perro llamado Wellington , que es la contraseña de su computadora.

- Srta. Perla: Es la profesora de arte de Angelo . Gigi es su sobrina. Se la ve amable y ambientalista. Parece estar enamorada del Sr. Foot . También es profesora de yoga y meditación. Siempre está dispuesta a dar consejos. Cuando practica yoga, se mantiene concentrada y tranquila...

- Sr. Geezer: Es el antiguo vecino de Angelo . Le gusta la jardinería. Para su edad, es extremadamente competitivo y a menudo consigue retar a Angelo. Angelo suele aceptar ayudar a Geezer a cambio de un favor. A veces le gusta poner obstáculos a Angelo y sus amigos, como en The Fight of the Clubs. Es muy nostálgico y le gustaría revivir momentos pasados, como cuando estaba en la banda de rock "Artikiwiz" o cuando quiso volver a probar las barras de chocolate "Mud-Bar". En el episodio " Heatwave ", les contó a Angelo y a sus amigos que inventó el skateboarding con dos de sus mejores amigos. También supuestamente inventó el wakeboard, aunque no lo dijo textualmente. Tiene la mala costumbre de sacarse los dientes de la boca y más tarde recreó el "Artikiwiz" con la Baba. De joven, tenía el pelo rizado como el de un cantante de jazz. En la escuela, era grosero con su profesor, lo cual le disgustaba. Cuando se convirtió en director, lo expulsaron por divertirse demasiado. Incluso un día afirmó que dejó la secundaria para divertirse..

- Brandy: Es otra adolescente común. Se enamora de Hunter, el novio de Elena. Suele salir con Alonzo y Clyde. Es muy rápida, igual que ellos. se muestra vanidosa y egocéntrica. Habla con un tono típico de chica del valle y le encanta la atención. También es muy nerviosa y a veces habla rapidísimo. Es una gran fan de Slobber y una vez le robó un mechón de pelo a Eddie. Sin embargo, es fácil llevarse bien con ella y no es mala con nadie a menos que la molesten..

- Entrenador Zonka: Es un entrenador de gimnasio muy agresivo que nunca deja a sus alumnos sin aliento. Es arrogante y le encantan los halagos. Esto basta para que Lola lo distraiga y lo deje con los planes de Angelo . Zonka es el entrenador oficial de gimnasio de la escuela del programa y tiene cierta ascendencia rusa o de Europa del Este..

- Candy: Como su nombre indica, Candy es dulce y amable, pero la mayoría de las veces, al hablar, es bastante tímida. Candy es la mejor amiga de Mónica y se las puede ver saliendo juntas.y se muestra amigable con todos, o al menos intenta ser amable con quienes son negativos y groseros. Esto lleva a que Tracy se aproveche de ella .Sin embargo, a veces ha sabido defenderse y expandirse. Actúa con energía y alegría cuando no está nerviosa, como cuando hizo un baile de la victoria al tener la oportunidad d e ser amiga de reemplazo de Angelo en un episodio. A pesar de esto, se le ha visto enfadarse y molestarse en ocasiones. Por ejemplo, culpando a Angelo por darle tarea extra a la clase por adular a Owen Foot ..

- Etan: También conocido como Monkey Boy, es un personaje secundario en Angelo Rules. Está obsesionado con los videojuegos, como se muestra en varios episodios. Sherwood lo describió como el "mejor jugador de la historia". suele ser una persona tranquila y le encanta jugar videojuegos. Es una persona relajada (como Angelo). Es tranquilo y nunca se enoja. Pero, a diferencia de Angelo, se rinde fácilmente y necesita que lo tranquilicen para seguir adelante. En muchas ocasiones, Ethan se deja llevar por la diversión. Se muestra cuando él, Angelo y Sherwood fingieron que sacar a los pájaros del gimnasio era como un juego. Ethan se dejó llevar dos veces porque quiere seguir jugando, ya que era un "videojuego" en la vida real. También puede volverse impaciente, pero no dura mucho y normalmente sigue adelante con lo que esté haciendo...

- Schmitty: Es el chef de la cafetería de la escuela. A pesar de eso, es un hombre tranquilo al que le encanta el skate y se lleva bien con todos gracias a su actitud relajada. Es amigo de Angelo y la pandilla, y a veces les ayuda con sus planes. Pero a veces Tracy puede frenarlos..

- Gigi: Tiene unos 5 años. Es sobrina de la señorita Perla. Se la ve casi siempre con su triciclo y su coletero. Tiene solo un diente y su cara puede ser feliz, triste o confundida.

- Hunter: Es muy fuerte y juega en el equipo de fútbol del entrenador Zonka , y fue el excapitán antes de Sherwood . Lo que molesta a Angelo de Hunter es que es un fanfarrón y se burla de todos. Su puesto en Adventureparkland es de ayudante de cocina. Es el novio de Elena y el chico que le gusta ocasionalmente a Brandy. También es atlético y un adolescente local conocido por sus pectorales bastante marcados y su sonrisa pálida. Hunter trabaja en el parque de aventuras local con su padre (el administrador del parque) y se enorgullece de mostrar su autoridad allí..

- Gus: Es el guardia de seguridad del centro comercial. Tiene una personalidad fuerte y suele añadir "¡Eh!" a sus frases. Está enamorado de Cathy.

- Cooper: Hermano menor de Manetti y mejor amigo de Peter. Cooper comparte los mismos gestos y comportamiento que su hermano, aunque es más inocente e infantil. Cooper es bastante amigable, excepto cuando cree que alguien lo está desafiando. Al igual que su hermano, le encanta meterse en peleas y problemas.

- Slobber: Es una banda británica de rock gótico fundada en 2010, muy popular entre los jóvenes personajes de la serie. Suelen aparecer dentro y fuera de la ciudad donde se desarrolla la serie. Son la banda de la televisión, con sus propios videojuegos y franquicias en redes sociales. Alex es el de pelo verde y Eddie el de pelo morado. Los nombres reales de Alex y Eddie son Arthur y Percy Waddington. Son la banda favorita de todos.

## Episodios
- en Cartoon Network.